# Wouter van den Herik
Wouter Roald (Wouter) van den Herik (Amsterdam, 27 november 1979) is een Nederlands oud-voetballer. Hij speelde voor Telstar, FC Groningen, Go Ahead Eagles, FC Emmen en TOP Oss. In totaal speelde hij 191 wedstrijden, waarin hij 16 keer scoorde.